# غواصة يو سي-6
غواصة يو سي-6 هي غواصة ألمانية لزراعة الألغام من فئة يو سي 1 أو يو بوت خدم في البحرية الإمبراطورية الألمانية خلال الحرب العالمية الأولى. 